# Praephostria
Praephostria es un género de polillas de la familia Crambidae
Fue descrito por primera vez por Hans Georg Amsel en 1956.

## Especies
- Praephostria flavalis Amsel, 1956
- Praephostria sylleptalis Amsel, 1956